# Gerard Kamper
Gerardus "Gerard" Kamper (Koedijk, 9 augustus 1950) is een Nederlands voormalig professioneel wielrenner.
Kampers overwinningen bestaan enkel uit criteriums, maar hij behaalde ook driemaal een derde plaats op een nationaal kampioenschap baanwielrennen, in 1974 en 1975 op de achtervolging bij de elite en in 1977 op de scratch. In 1973 werd hij derde in de eerste etappe van de Olympia's Tour en in 1978 werd hij tweede in de derde etappe, deel A, van de Ronde van Noord-Holland. In 1975 deed Kamper mee aan de Ronde van Frankrijk. Hij sloot deze af met een 84e plaats.
Gerard Kamper deed namens Nederland mee aan de Olympische Spelen in 1972, in München, aan de ploegenachtervolging. De Nederlandse ploeg bestond, naast Kamper, uit Herman Ponsteen, Roy Schuiten en Ad Dekkers. Ze eindigden in de kwartfinale als tweede, waardoor ze niet door mochten naar de halve finales. Hierdoor eindigden ze op een gedeelde vijfde plaats, samen met Bulgarije, de Sovjet-Unie en Zwitserland.
Na zijn wielercarrière werd Gerard Kamper de eigenaar van een sportprijzenwinkel.

## Overwinningen
1976
- Criterium van Leiden
- Criterium van Gouda

1977
- Criterium van Heerhugowaard

## Resultaten in voornaamste wedstrijden
| Jaar | Ronde van Italië | Ronde van Frankrijk | Ronde van Spanje |
| ---- | ---------------- | ------------------- | ---------------- |
| 1975 |                  | 84e                 |                  |
| 1976 |                  |                     | opgave           |

| Jaar | Gent-Wevelgem | Parijs-Roubaix |
| ---- | ------------- | -------------- |
| 1975 |               | 43e            |
| 1976 | 59e           |                |

Alaimo ·
Allan ·
Becker · 
Beurskens ·
Blok · 
De Bisschop ·
Duijndam ·
F. den Hertog ·
N. den Hertog ·
Hulzebosch ·
Kamper ·
van Katwijk ·
van der Meijden ·
Ottenbros ·
Poppe ·
Priem ·
H. Prinsen ·
W. Prinsen ·
Schoeters ·
Segers ·
Smit ·
van Tol ·
de Vlam ·
Westrus
David Allan ·
Donald Allan ·
De Bisschop ·
De Cauwer ·
van Dongen ·
F. den Hertog ·
N. den Hertog ·
Hulzebosch ·
Kamper ·
van Katwijk ·
Koken ·
Kuiper  ·
Martins ·
Mendes ·
Ottenbros ·
Poppe ·
Priem ·
Prinsen ·
Reybrouck ·
Smit ·

Van Braeckel ·
Van Neste
David Allan ·
Donald Allan ·
Blok ·
Gilson ·
van Helvoirt ·
F. den Hertog ·
N. den Hertog ·
Kamper ·
Kruunenburg ·
Lannoo ·
Priem ·
Prinsen ·
Rompelberg ·
Smit ·
Steels ·
Tabak ·
Van Neste ·
Vandersnickt · 
Wildeboer
Allan ·
Baert (tot 30/06) ·
Bouckaert ·
Clinckart ·
De Wolf ·
Hermann ·
den Hertog ·
Kamper ·
Loysch ·
Malfait ·
Ocaña ·
Priem ·
Raas ·
Romero ·
Rompelberg ·
Rosiers ·
Schepmans ·
Smit ·
Steels ·
Van Der Linden ·
Vandersnickt · 
Wellens ·

Wesemael · 
Wildeboer · 
Wuyckens